# Euclides de Angulo
Pour les articles homonymes, voir Angulo.
Diego Euclides de Angulo Lemos est un militaire et homme d'État colombien, né le 12 novembre 1841 à Popayán et mort le 14 février 1917 à Funza. Il a été Président de la Colombie par intérim entre le 16 mars et le 16 avril 1908 en remplacement de Rafael Reyes Prieto.